# Gaston Bachelard
Gaston Bachelard (Bar-sur-Aube, 27 de junho de 1884 – Paris, 16 de outubro de 1962) foi um filósofo, químico e poeta francês. Seu pensamento está focado principalmente em questões referentes à filosofia da ciência.

## Biografia
De origem humilde, Bachelard sempre trabalhou enquanto estudava. Pretendia formar-se engenheiro até que a Primeira Guerra Mundial eclodiu e impossibilitou-lhe a conclusão deste projeto. Passa a lecionar no curso secundário as matérias de física e química. Aos 35 anos inicia os estudos de filosofia, a qual também passa a lecionar.
Suas primeiras teses foram publicadas em 1928 (Ensaios sobre o conhecimento aproximado e Estudo sobre a evolução de um problema de Física: a propagação térmica dos sólidos). Seu nome passa a se projetar e é convidado, em 1930, a lecionar na Faculdade de Dijon. Mais tarde, em 1940, vai para a Sorbonne, onde passa a lecionar cursos que são muito disputados pelos alunos devido ao espírito livre, original e profundo deste filósofo que, antes de tudo, sempre foi um professor. Bachelard ingressa em 1955 na Academia das Ciências Morais e Políticas da França e, em 1961, é laureado com o Grande Prêmio Nacional de Letras. Bachelard morreu em 1962. Bachelard destacou-se por sua contribuição à psicologia clínica, com à fenomenologia, especialmente a partir de sua obra "Poética do espaço" (1957).

## Bachelard e a construção do objeto científico
A obra bachelardiana pode ser dividida, ainda que de forma didática, em duas: a obra diurna e a obra noturna, como o próprio autor expressa no seguinte trecho da obra Poética do Devaneio (BACHELARD, 1988, p. 52) : "Demasiadamente tarde, conheci a boa consciência, no trabalho alternado das imagens e dos conceitos, duas boas consciências, que seria a do pleno dia e a que aceita o lado noturno da alma".
Levando-se em conta tal perspectiva do próprio autor, seus analistas passaram a dividir sua obra relativa à epistemologia e história das ciência como diurna e a sua outra faceta, que o remete ao estudo no âmbito da imaginação poética, dos devaneios, dos sonhos, deu-se o adjetivo de obra noturna. Dentre as obras diurnas destacam-se "O novo espírito científico", de 1934; "A formação do espírito científico", de 1938; "A filosofia do não", de 1940; "O racionalismo aplicado", de 1949 e "O Materialismo Racional", de 1952. Dentre as obras noturnas destacam-se "A psicanálise do fogo", de 1938; "A água e os Sonhos", de 1942; "O ar e os sonhos", de 1943; "A terra e os devaneios da vontade", de 1948; "A poética do espaço", de 1957.
A obra bachelardiana encontra-se no contexto da revolução científica promovida no início do século XX (1905) pela Teoria da Relatividade, formulada por Albert Einstein. Todo seu trabalho acadêmico objetivou o estudo do significado epistemológico desta ciência então nascente, procurando dar a esta ciência uma filosofia compatível com a sua novidade. E é partindo deste objetivo que Bachelard formula suas principais proposições para a filosofia das ciências: a historicidade da epistemologia. Em resumo, sua interpretação do movimento das ciências implica dizer que a estrutura do conhecimento científico rompe com as ciências anteriores por uma razão epistemológicos, pois seu objeto encontra-se em relação a função metodológica. Nas palavras de Bachelard (1972):
Várias vezes, nos diferentes trabalhos consagrados ao espírito científico, nós tentamos chamar a atenção dos filósofos para o caráter decididamente específico do pensamento e do trabalho da ciência moderna. Pareceu-nos cada vez mais evidente, no decorrer dos nossos estudos, que o espírito científico contemporâneo não podia ser colocado em continuidade com o simples bom senso.
O "novo espírito científico", portanto, encontra-se em descontinuidade, em ruptura, com o senso comum. a razão deste senso diz respeito a um complexo de positividade do senso histórico, onde implica crítica a propugnação do senso "espiritualista" da época. A relação com o empirico é assumida em uma dupla relação racional\real; dando origem ao surracionalismo. O que significou uma distinção, nesta nova ciência, entre o universo em que se localizam as opiniões, o senso comum e o universo das rupturas, algo imperceptível nas ciências anteriores pela crança de senso em uma certa positividade, baseadas em boa medida nos limites do empirismo, em que a ciência representava uma continuidade, em termos epistemológicos.. A "ruptura epistemológica" entre a ciência contemporânea e o senso histórico positivo é uma das marcas da teoria bachelardiana.
Do mesmo modo, segundo Bachelard, dá-se no âmbito da história das ciências. Para ele o conhecimento ao longo da história não pode ser avaliado em termos de acúmulos, mas de rupturas, de retificações, num processo dialético em que o conhecimento científico é construído através da observação dos erros anteriores. Nas suas palavras:
O espírito científico é essencialmente uma rectificação do saber, um alargamento dos quadros do conhecimento. Julga o seu passado condenando-o. A sua estrutura é a consciência dos seus erros históricos. Cientificamente, pensa-se o verdadeiro como rectificação histórica de um longo erro, pensa-se a experiência como rectificação da ilusão comum e primeira.
Um dos maiores embates de Bachelard foi justamente com aqueles que defendiam o continuísmo, ou seja, que defendiam a ideia de que entre a ciência e o senso comum não existe mais que uma diferença de profundidade, portanto, continuidade epistemológica. Um defensor desta ideia era o filósofo francês Émile Meyerson (1859-1933), para quem a física relativista "é conforme aos cânones eternos do intelecto humano, que constitui não somente a ciência, mas, antes dela, o mundo do senso comum". Eis resumido neste trecho as proposições contra as quais lutou Bachelard: a perenidade das idéias científicas e a continuidade destas com o senso comum . Para Bachelard, a filosofia das ciências deve progredir conforme os avanços das ciências, realizando constantemente revisões e ajustes em suas concepções. "Todo conhecimento é polêmico. Antes de constituir-se, deve destruir as construções passadas e abrir lugar a novas construções. É este movimento dialético que constitui a tarefa da nova epistemologia".
A nova relação do empirismo, para Bachelard, se dá através do uso do racionalismo. A postura epistemológica do novo cientista não se satisfaz com aproximações apenas empiricas, mas, em ambivalência racional\empirica. Deste modo, "novo espírito científico" é a relação da realização em paralelo com a realidade. As experiências já não são feitas no vazio teórico, mas são, ao invés disso, a realização por excelência racional\empirica. O cientista aproxima-se do objeto, na nova ciência, não mais apenas por métodos baseados na constatação, mas, postular e aproximar-se, também, através da teoria. Isso significa que o método científico já não é direto, imediato, mas indireto, mediado pela razão. O vetor epistemológico, segundo Bachelard, segue o percurso do "racional para o real" e do "real ao racional", Implicando uma novidade à epistemologia até então predominante na história das ciências. Uma das distinções mais importantes, pois, entre as ciências anteriores ao século XX é o reposicionamento do empirismo em relação ao racionalismo, uma justa posição dialetizada. Segundo Bachelard (1972):
Entre o conhecimento comum e o conhecimento científico a ruptura nos parece tão nítida que estes dois tipos de conhecimento não poderiam ter a mesma filosofia. O empirismo é a filosofia que convém ao conhecimento comum. O empirismo encontra aí sua raiz, suas provas, seu desenvolvimento. Ao contrário, o conhecimento científico é solidário com o racionalismo e, quer se queira ou não, o racionalismo está ligado à ciência, o racionalismo reclama fins científicos. Pela atividade científica, o racionalismo conhece uma atividade dialética que prescreve uma extensão constante dos métodos.
O racionalismo bachelardiano tem um sentido muito próprio que é a preocupação constante com a aplicação. O "racionalismo aplicado", que é uma marca fundamental do "novo espírito científico", atua na dialética entre a experiência e a teoria, o que significa a dupla determinação do espírito sobre o objeto e deste sobre a experiência do cientista. "Impõe-se hoje situar-se no centro em que o espírito cognoscente é determinado pelo objeto preciso do seu conhecimento e onde, em contrapartida, ele determina com mais rigor sua experiência".
Um outro ponto importante sobre a "metodologia bachelardiana", é a sua noção de "obstáculos epistemológicos", tratado, sobretudo, na obra "A formação do espírito científico", de 1938. Bachelard propõe uma psicanálise do conhecimento, em que o seu progresso é analisado através de suas condições internas, psicológicas. Na sua avaliação histórica da ciência, o filósofo francês se vale do que chama de "via psicológica normal do pensamento científico", ou seja, uma análise que perfaz o caminho "da imagem para a forma geométrica e, depois, da forma geométrica para a forma abstrata". A própria concepção de espírito científico nos remete ao universo psicanalítico.
Quanto aos "obstáculos epistemológicos", afirma Bachelard, é através deles que se analisam as condições psicológicas do progresso científico. Nas suas palavras:
É aí que mostraremos causas de estagnação e até de regressão, detectaremos causas da inércia às quais daremos o nome de obstáculos epistemológicos (...) o ato de conhecer dá-se contra um conhecimento anterior, destruindo conhecimentos mal estabelecidos, superando o que, no próprio espírito, é obstáculo à espiritualização.
A noção de obstáculo epistemológico é de fundamental importância para o desenvolvimento do conhecimento no âmbito das pesquisas. É na superação destes obstáculos que reside o sucesso de uma pesquisa científica. Porém, condição essencial para a superação dos obstáculos é a consciência por parte dos cientistas de que eles existem e que, se não neutralizados, podem comprometer o processo da pesquisa, desde seus fundamentos até os seus resultados.
O primeiro obstáculo, a realidade, está inserido na crítica já citada anteriormente a respeito do empirismo. O pesquisador, ao olhar seu objeto de estudo, especialmente quando esse faz parte do universo social, como é o caso da educação, pode incorrer no perigo de se deixar levar pelo que lhe é visível, dando a este um estatuto de verdade que ele não tem. Para Bachelard, "diante do mistério do real, a alma não pode, por decreto, tornar-se ingênua. É impossível anular, de um só golpe, todos os conhecimentos habituais. Diante do real, aquilo que cremos saber com clareza ofusca o que deveríamos saber".
O segundo obstáculo epistemológico, o senso comum, semelhante ao primeiro, relaciona-se especificamente com a dificuldade com a qual se depara o cientista social em separar o seu conhecimento comum, suas opiniões, seus preconceitos, as avaliações relacionadas à sua posição social e econômica, etc., do conhecimento teórico, científico, que deve estar comprometido com a busca da verdade, baseada em leis gerais, em conceitos e não em preconceitos. Muitas pesquisas travestem-se de científicas para legitimarem determinados preconceitos, dando a eles credibilidade. Não que se pretenda preconizar a neutralidade científica, como queria o sociólogo alemão Max Weber (1864-1920) embora não tenha sido apenas Max Weber que defendeu a neutralidade científica, pelo contrário, quase que todos os pesquisadores sempre defenderam nesse sentido.. Mas a utilização consciente de um método de pesquisa, como a "construção do objeto científico", leva o cientista a chegar mais próximo possível da verdade do seu objeto, sem com isso entender o esgotamento do seu estudo, dada a característica dialética da sociedade e do conhecimento. 
A realidade social é objeto de avaliação por todos aqueles que vivem na sociedade, o que torna a tarefa do cientista social ainda mais difícil, pois deve construir seu conhecimento apesar e contra o senso comum; apesar e contra a realidade.

## Obras
português
- ______.  ‘‘A água e os Sonhos’’. Martins Fontes, 2009.
- ______.  ‘‘A Epistemologia’’. Edicoes 70, 1971
- ______.  ‘‘A Experiência do Espaço na Física Contemporânea’’. Contraponto, 2010
- ______.  ‘‘A Filosofia do Não & Outros Textos’’. Abril, 1973
- ______.  ‘‘A Formação do Espírito Científico’’. Contraponto, 2002
- ______.  ‘‘Ensaio Sobre Conhecimento aproximado’’. Contraponto,
- ______.  ‘‘Filosofia do Novo Espirito Cientifico’’. Presença, 1976.
- ______.  ‘‘O Direito de Sonhar’’. Difel, 1985.
- ______.  ‘‘O Homem Perante a Ciência’’. Europa America, 1967
- ______. ‘‘A formação do espírito científico: contribuição para uma psicanálise do conhecimento’’. Rio de Janeiro: Contraponto, 1996.
- ______. ‘‘O novo espírito científico’’. Lisboa: Edições 70, 1996a.
- ______. ‘‘O racionalismo aplicado’’. Rio de Janeiro: Zahar, 1977.
- ______. ‘‘Os Pensadores’’. São Paulo: Nova Cultural, 1988.
- ______.  ‘‘A Filosofia do Não o Novo Espírito Científico a Poética do Espaço’’. Abril Cultural, 1978
- ______.  ‘‘A Psicanálise do Fogo’’. Martins Fontes 2008.
- ______.  ‘‘A Terra e os Desvaneios da Vontade’’. Martins Fontes 1991.
- ______.  ‘‘Estudos’’. Contraponto, 2007
- ______.  ‘‘Novo Espírito Científico’’, Ed 70, 1996
- ______.  ‘‘O Materialismo Racional’’. Edições 70, 1990
- ______.  ‘‘O Pluralismo Coerente da Química Moderna’’. Contraponto 2009.

Filosofia da criação artística
- ______.  ‘‘A Psicanálise do Fogo’’. Martins Fontes 2008.
- ______. ‘‘A Água e os Sonhos Ensaio Sobre a Imaginação da Matéria’’. Martins Fontes, 1998
- ______. ‘‘O Ar e os Sonhos’’. Martins Fontes, 2009
- ______.  ‘‘A Terra e os Desvaneios da Vontade’’. Martins Fontes 1991.
- ______.  "A Poética do Espaço". Martins Fontes 2000.
- ______.  ‘‘A Poética do Desvaneio’’. Martins Fontes, 1998
- ______. ‘‘A Chama de uma Vela’’. Bertrand Brasil

em francês
Filosofia da ciência
- Essai sur la connaissance approchée (1928)
- Étude sur l'evolution d'un problème de physique (1928)
- La valeur inductive de la relativité (1929)
- Le pluralisme cohérent de la chimie moderne (1932)
- Le nouvel esprit scientifique (1934)
- L'expérience de l'espace dans la physique contemporaine (1937)
- La philosophie du non (1940)
- Le rationnalisme appliqué (1949)
- L'Activité rationnaliste de la physique contemporaine
- Le matérialisme rationnel (1953)

Filosofia da criação artística
- La psycahnalyse du feu (1937)
- Lautréamont
- L'Eau et les rêves (1942)
- L'Air et les songes. (1943)
- La terre et les rêveries de la volonté. (1948)
- Paysages. Études pour quinze burins d'Albert Flocon. (1950)
- La poétique de l'espace (1957).
- La poétique de l'a rêverie (1961).
- La flamme d'une chandelle (1961)

Outros
- L'Intuition de l'instant (1932)
- Les intuitions atomistiques (1935)
- La dialectique de la durée (1936)
- La formation de L'esprit scientifique (1938)